# Femoropoplitealna zaobilaznica
Femoropoplitealna zaobilaznica ili femoropoplitealni bajpas је revaskularizaciona tehnika donjih ekstremiteta sa odličnim ishodom koja se koristi sa ciljem da uspostavi narušenu cirkulaciju krvi u nozi zaobilaženje bolesnih krvnih sudova iznad ili ispod kolena.
Da bi zaobišao suženi ili blokirani krvni sud, krv se preko zaobilaznice (bajpasa) preusmerava, kroz zdrav presađeni krvni sud, najčešće veliku venu safenu,koja se pokazala kao najbolji materijal za graft, ali ako nije adekvatna ili je uklonjena, mogu se upotrebiti sintetički graftovi ili graftovi od veštačkog materijala. Ove zaobilaznice se ušivaju iznad i ispod bolesne arterije, tako da nakon intervencije krv teče kroz novi krvni sud ili graft.
Pre nego što se izvede operacija, vaskularni hirurfg utvrđuje prirodu bolesti i koja je vrsta materijala najprikladnija za za zaobilaznicu. Kad god je to moguće, vaskularni hirurg će se odlučiti da koristi pacijentov komad vene uzet sa iste noge, jer će se veštački materijal zaobilaznice (poput politetrafluoroetilena ili Dakrona) verovatno vremenom ponovo suziti (iako je i dalje efikasan).
Deo uzete vene za zaobilaznicu ili graft se ušiva jednim krajem na bedrenu a drugim krajem na poplitealnu arteriju, tako da krv nakon intervencije teče kroz novoformirani krvni sud (zaobilaznicu) oko suženog ili blokiranog područja.
Ova operacija se izvodi u opštoj ili epiduralnoj anesteziji.

## Istorija
Istorijski gledano, prvi put je korišćena vene da bi se zaobišla zaćepljena bedrena arterija 1948. godine za lečenje pacijenta koji je patio od hroničnog čira na stopalu. Iako tehnika bajpasa u to vreme nije bilo novo otkriće, ona još nije bila široko korišćena i dovoljno poznata.
Godine 1962. razvijena je nova hirurška tehnika, inače poznata kao in situ procedura u kojoj je korišćena vena za uspostavljanje zaobilaznog puta, jer povećavanjem radijusa ona povećava i protok krvi duž krvnog suda.
Danas je dokazano da je in situ postupak pogodniji za venske obilaznice potkolenice u odnosu na gornji deo nogu, posebno za lečenje uznapredovale ishemijske bolesti na potkolenici.

## Efikasnost
Generalno, premosnica vena traje najmanje 5 godina kod 60-70% ljudi. Međutim, oko jedne četvrtine do jedne trećine ljudi biće potrebne dodatne procedure i praćenje kako bi se održalo stanje transplantata. Da bi se minimizirale postoperativne komplikacije i drugi bajpas, moraju se koristiti ispravna postoperativna nega i najpovoljnije hirurške tehnike.
Poređenja radi, veća je verovatnoća da će se sintetički transplantati začepiti u budućnosti nego korišćenje krvnog suda pacijenta. Sintetički transplantat ostaje otvoren kod 33 do 50 od 100 ljudi 5 godina nakon operacije poplitealnog bajpasa, dok korišćenjem vena bajpas ostaje neometan kod 66 od 100 ljudi. Štaviše, pokazalo se da je određena vena, velika vena safena, bila izdržljivija tokom godina nakon operacije. Takođe, kada se uporedi efikasnost upotrebe PTFE-a ili velike vene safenoze kod ljudi sa klaudikacijom i kritičnom ishemijom ekstremiteta, poslednji je pokazao bolje dugoročne rezultate.
Drugi bajpas može biti potreban ako se kasnije formira blokada u bajpas graftu. Vremenom, postoji trend smanjenja procenta prohodnosti (verovatnoća da će sud ostati otvoren) u operaciji poplitealne bajpasa:
- 88% u prvoj godini,

- 79% i 76% u 3 i 5 godini respektivno.[12]

Uslovi okoline i opšte zdravlje pacijenata takođe mogu uticati na prohodnost transplantata.

## Komplikacije
Najznačajnija komplikacija sa ozbiljnijim posledicama nakon ugradnje femoropoplitealne zaobilaznice je okluzija grafta.
Tromboza zaobilaznice se obično javlja akutno, ali se povremeno može javiti sa postupnim pojačanjem ishemijskih tegoba, u rasponu od blagih klaudikacija do kritične ishemije, a ponekad može biti i asimptomatska. Istovremene distalne embolizacije povremeno uzrokuju ishemiju prstiju nogu (sindrom plavog palca ili gangrenu).
Tromboza zaobilaznice sa gubitkom protoka zbog distalne embolizacije povezana je s visokim rizikom od gubitka uda. Dok je
tromboza zaobilaznice u prvih 6 nedelja uglavnom nastala zbog tehničke pogreške ili lošeg protoka, većina kasnih začepljenja rezultat je hiperplazije intime unutar zaobilaznice, ili progresije distalne ateroskleroze.

## Spoljašnje veze
|  | Molimo Vas, obratite pažnju na važno upozorenje u vezi sa temama iz oblasti medicine (zdravlja). |